# Xã White River, Quận Randolph, Indiana
Xã White River (tiếng Anh: White River Township) là một xã thuộc quận Randolph, tiểu bang Indiana, Hoa Kỳ. Năm 2010, dân số của xã này là 7.513 người.